# Морбијан
Морбијан (фр. Morbihan) департман је у северозападној Француској на атлантској обали. Припада региону Бретања, а главни град департмана (префектура) је Ван. Департман Морбијан је означен редним бројем 56. Његова површина износи 6.823 км². По подацима из 2008. године у департману Морбијан је живело 710.034 становника, а густина насељености је износила 104 становника по км².
Овај департман је административно подељен на:
- 3 округа
- 42 кантона и
- 261 општина.

Департман је добио име по заливу Морбијан, чије име на бретонском језику значи „мало море“ (mor bihan).

## Демографија
| 1999.   |
| ------- |
| 643.873 |